# Ursus arctos priscus
El oso pardo estepario (Ursus arctos priscus) es una subespecie extinta de oso pardo que vivió en Eurasia durante la época Pleistoceno. Se han encontrado fósiles del oso en varias cuevas en Eslovaquia, particularmente en las de Vazec, Vyvieranie, Lisková, Kupcovie Izbicka y Okno.

## Descripción
Puede haber pesado entre 300 y 1000 kilogramos, y posiblemente fue más carnívoro que sus parientes modernos.